# ارشمارک، شهرداری اومیا
ارشمارک (به سوئدی: Ersmark) یک منطقهٔ مسکونی در سوئد است که در بخش اومیا واقع شده‌است. ارشمارک ۱٫۲۱ کیلومتر مربع مساحت و ۱٬۶۱۳ نفر جمعیت دارد.